# Бєлофастов Геннадій Миколайович
Генна́дій Микола́йович Бєлофа́стов (14 березня 1965 — 28 січня 2015) — солдат окремого загону спеціального призначення НГУ «Азов», учасник російсько-української війни.

## Життєпис
Номер обслуги артилерійського дивізіону, окремий загін спеціального призначення «Азов» Східного ОТО НГУ.
Вночі та зранку 28 січня 2015-го російські бойовики вели вогонь у напрямках сіл Гранітне та Миколаївка Волноваського району. Бійці «Азова» рушили, щоб відтягнути вогневий удар на себе, та унеможливити жертви серед мирного населення. У часі артилерійсько-мінометної дуелі загинули солдати Анатолій Шульга та Геннадій Бєлофастов, шестеро зазнали поранень.
Похований у Києві на Лісовому кладовищі.

## Нагороди та вшанування
- Указом Президента України № 176/2015 від 25 березня 2015 року, «за особисту мужність і високий професіоналізм, виявлені у захисті державного суверенітету та територіальної цілісності України», нагороджений орденом «За мужність» III ступеня (посмертно)[1].
- 9 грудня 2021 року в м. Києві, на фасаді будинку, де жив Геннадій (Дніпровська набережна, 9а), йому відкрили меморіальну дошку.
- Вшановується в меморіальному комплексі «Зала пам'яті», в щоденному ранковому церемоніалі 28 січня[2][3].